# Detector óptico e infrarrojo cercano de brotes de rayos gamma

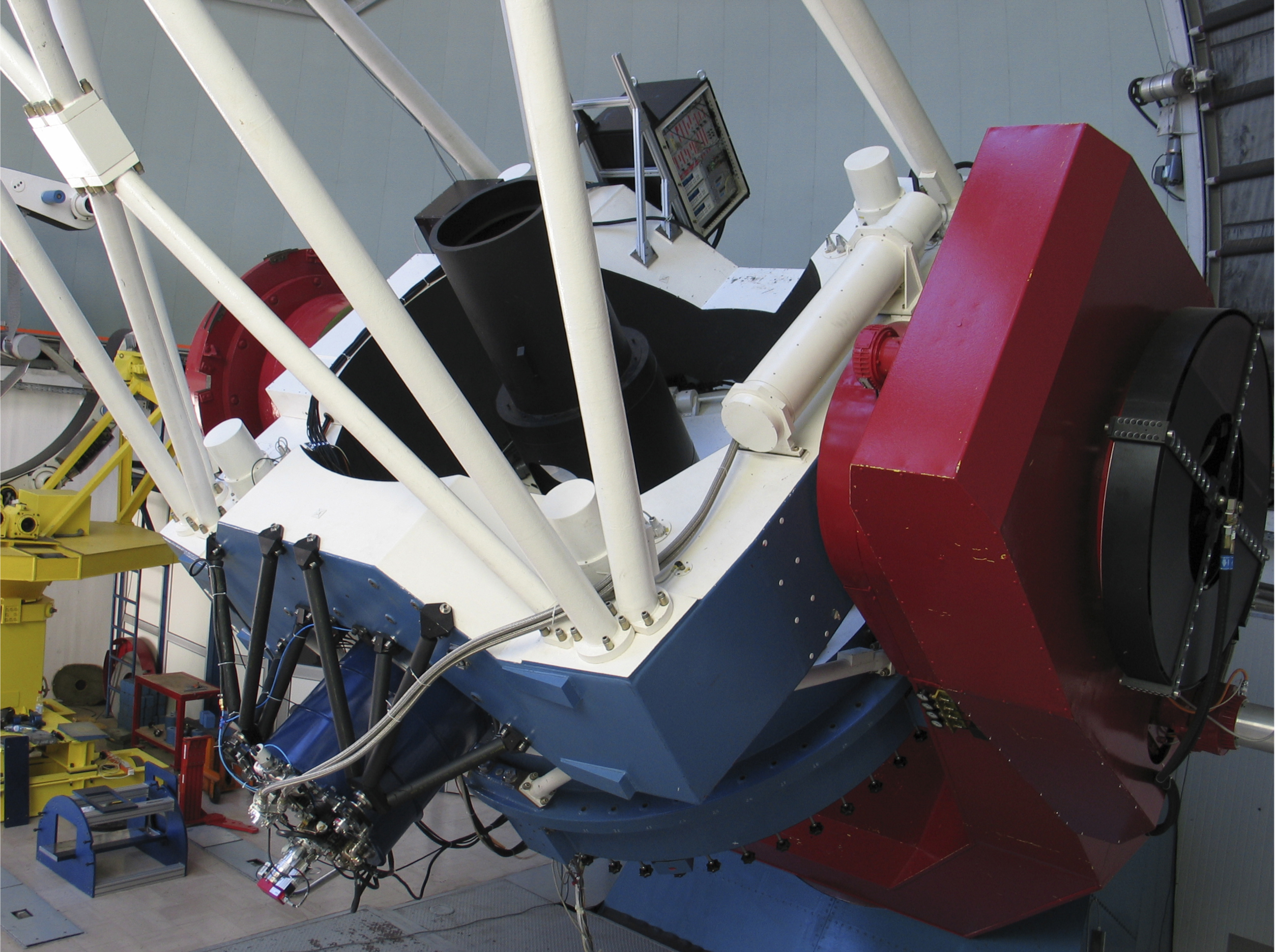
El instrumento GROND montado en el telescopio de 2,20 m del observatorio de La Silla (esquina inferior izquierda, el cilindro azul).

El Detector óptico e infrarrojo cercano de brotes de rayos gamma (en inglés Gamma-Ray Burst Optical/Near-Infrared Detector, GROND) es in instrumento de imagen utilizado para investigar la luz residual de los brotes de rayos gamma. Funciona en el telescopio de 2,20 m del observatorio de La Silla, en Chile, para el Instituto Max Planck y el Observatorio Europeo del Sur.

## Descubrimientos
- El 13 de septiembre de 2008, Swift detectó el brote de rayos gamma GRB 080913. GROND y el VLT situaron el brote a 12,8 millones de años luz de distancia, el brote de rayos gamma más lejano jamás observado, así como el segundo objeto más lejano que ha sido espectroscópicamente confirmado.[2][3]

- El 15 de septiembre de 2008, el GLAST de la NASA detectó el brote de rayos gamma GRB 080916C. El 19 de febrero de 2009, la NASA anunció que el equipo de trabajo del GROND mostraba que el brote fue el más energético jamás observado, y situado a 12,2 millones de años luz de distancia.[4][5]